# خطر في البيت الأخير
خطر في البيت الاخير (بالإنجليزية: Peril at End House)‏, رواية تحقيق من تأليف اغاثا كريستي، نشرت لأول مرة في الولايات المتحدة في فبراير 1932، ثم في المملكة المتحدة في مارس من نفس العام.
ظهرت في الكتاب شخصية هيركيول بوارو، بالإضافة إلى آرثر هستنغز وكبير المفتشين جاب، وهي سابع رواية للكتابة يظهر فيها بوارو.

## نبذة عن الرواية
يكون بوارو وصديقه آرثر هستنغز جالسين في الواجهة البحرية لفندق ماجيستيك، وعند إجراءه لمحادثة عرضية عن طريق الصدفة مع ماغدالا «نيكي» بوكلي، يشك بوارو في كون أحد يحاول قتل هذه الفتاة من بين أحد المقربين إليها وهم: قريبها تشارلز فيز، مدبرة منزلها تدعى الين، ويوجد كوخ بالقرب من المنزل الذي تقيم فيه نيكي ويدعي «المنزل الأخير»، يقيم فيه زوجان أستراليان هما السيد والسيدة كروفت، وأقرب صديقين لنيكي: فريدي رايس وجيم لازاروس.
ينصح بوارو نيكي بان تطلب من أحد اقاربها أن تأتي وتقيم معها لبضعة أسابيع، تأخذ نيكي بالنصيحة وتستدعي قريبتها ماغي. في اليوم الذي تحضر فيه ماغي تقيم نيكي حفلة صغيرة.
خلال الحفلة يثار حديث حول مايكل سيتون، الطيار المختفي منذ مدة، ثم تتلقى نيكي اتصالا هاتفيا يسبب توترها.
لاحقا، أثناء الحفلة، يتم إيجاد ماغي ميتة، لكن ماغي قبل وفاتها كانت ترتدي وشاحا لنيكي، هذا ما يثير اضطراب بوارو لأن المستهدف الحقيقي من عملية القتل كان نيكي وليس ماغي.
لحماية نيكي يقوم بوارو بإرسالها إلى المستشفى مانعا عنها أي زيارة، في اليوم التالي، ينشر خبر وفاة مايكل سيتون، مما يجعل بوارو يشك في أن الاتصال الذي تلقته نيكي خلال الحفلة كان له علاقة بحادث مايكل سيتون، تعترف نيكي لبوارو أخيرا أنها مخطوبة لمايكل سيتون في السر، وأن ثروة مايكل ستعود اليها في حالة وفاته، تؤكد نيكي أن لا أحد يعلم لا بأمر وصية مايكل ولا بخبر الخطوبة، لكنها تقر باحتفاظها برسائل أرسلها لها مايكل خلال سفره، هذه الرسائل يعثر عليها بوارو فيما بعد، يسألها بوارو عن وصيتها، فتقول أنها أعطتها للسيد كروفت حتى يقوم بإرسالها إلى قريبها تشارلز الذي يعمل محاميا. في حين أن السيد كروفت يؤكد انه قام بإرسال وصية نيكي عبر البريد إلى السيد تشارلز، تشارلز ينكر تسلمه أية وصية عبر البريد، فيستنتج بوارو حتما أن أحد الرجلين كذب فيما قاله له.
تتعرض نيكي لمحاولة قتل ثانية، عندما ترسل لها علبة شوكولاطة تحت اسم بوارو، تكون هذه الشوكولاطة مسممة بالكوكايين، أخيرا يقرر بوارو وبعد هذه الحادثة الادعاء بأن نيكي قد ماتت ويوهم الجميع بذلك.
بعد ذلك يعلن تشارلز أنه أخيرا تلقى وصية نيكي، وسيقوم بقراءتها في المنزل الأخير بحضور الجميع، وتنص الوصية على أن كل أموال نيكي تنتقل إلى عائلة كروفت، وهذا جزاء لمساعدتهم لوالدها حين كان مقيما في أستراليا. فجأة تظهر نيكي ويصدم الجميع عند رؤية «هذا الشبح»، يفصح بوارو أخيرا عن خدعته التي انطلت على الجميع، وأن نيكي كانت حية طيلة الفترة السابقة ولم تمت كما سبق له وأن أخبرهم، يتبين أن عائلة كروفت قامت بتزوير الوصية، فقد قام السيد كروفت بإخفائها وعدم إرسالها بالبريد كما ادعى، وعند سماعهم بخبر وفاة نيكي قام هو وزوجته بتزويرها لصالحهم وإرسالها إلى السيد تشارلز.
يكتشف بوارو أخيرا أن القاتل الذي حاول قتل نيكي عدة مرات هو نيكي نفسها، وأن مايكل ساتون كان خطيبا لماغي قريبتها وليس لها هي، أما الرسائل، فنظرا إلى انها تحمل نفس الاسم المطول لقريبتها «ماغدالا» فقد استطاعت الكذب بشأنها والقول أنها لها وفي الحقيقة كانت هذه الرسائل موجهة لماغي، ادعاء نيكي تعرضها لمحاولة قتل ما كان إلا سببا لإحضار ماغي للمنزل الأخير وقتلها، وهي نفسها من قام بتسميم علبة الشوكولاطة، وقد شرعت في تنفيذ كل هذه الخطة عندما سمعت خبر اختفاء مايكل، وما شجعها أكثر هو خبر وفاته الأكيد، حتى تخرج للعلن وتدعي أنها خطيبته وتستفيد من أمواله.

## الأهمية الأدبية والتلقي
ذكر ملحق تايمز الأدبي في 14 أبريل عام 1932 أن «الحل الفعلي عبقري جدًا بشكل استثنائي، ويرتقي لمستوى أفضل قصص السيدة كريستي. كل شيء معقول، ومن الممكن تخمين حل اللغز في وقت مبكر إلى حد ما من الكتاب، على الرغم من أنه ليس بالأمر السهل». أوضحت المراجعة أيضًا أن «هذه الرواية هي بالتأكيد واحدة من تلك القصص البوليسية التي تُعد لغزًا صافيًا، دون أي زخرفة أو اهتمام غير ذي صلة بالشخصيات. بوارو وصديقه المخلص النقيب هستنغز من الشخصيات التي يسعد المرء بلقائها مرة أخرى، وهما الشخصيتان الأكثر حيوية في الكتاب، لكنهما مجرّد بيدقين في هذه المعضلة. لكن أحداث الحبكة مرتبة ترتيبًا حذرًا ودقيقًا، وهذا جُلّ ما يرغب به المرء».
بدأ آيزيك أندرسون مراجعته في مراجعة كتب نيويورك تايمز في 6 مارس عام 1932، بكتابة «مع المؤلفة أغاثا كريستي والشخصية المركزية هيركيول بوارو، يضمن المرء دائمًا قصة مسلية يلفّها غموض حقيقي … الشخص المسؤول عن العمل القذر في البيت الأخير يتمتع بذكاء شيطاني، لكنه ليس ذكيًا بما يكفي ليستمر في خداع المحقّق البلجيكي ضئيل الجسم طوال الوقت. إنها قصة جيدة بنهاية مثيرة للدهشة».
يقول روبرت بارنارد: «هناك استغلال بارع للحيل البسيطة التي تُستخدم مرارًا وتكرارًا في كتابات كريستي (كن حذرًا، على سبيل المثال، بشأن الأسماء؛ الأسماء التصغيرية والأسماء المسيحية الغامضة للذكور والإناث هي دائمًا احتمالات يكتشفها القراء). إن بعض التباطؤ في الأحداث، وبالأحرى الكثير من الميلودراما والاحتمالات غير المتوقعة، يمنع هذا العمل من أن يكون واحدًا من أفضل النماذج الكلاسيكية».

## الاقتباس
اقتبست من الرواية عدة أعمال:
- مسرحية عام 1940.
- فيلم روسي عام 1989.
- إحدى حلقات مسلسل "أغاثا كريستي بوارو" عام 1990 من إنتاج قناة ITV وبطولة ديفيد سوشي بدور هيركيول بوارو.

## العناوين العالمية
نشرت الرواية عند الترجمة إلى مختلف اللغات بعناوين متباينة:«قاتل خلال الألعاب النارية» في الترجمة الهولندية، «منزل الخطر» في الترجمة الفرنسية، «الوشاح الأحمر» في الترجمة المجرية، «منزل الشيطان» في الترجمة اليابانية، «فندق ماجيستيك» في الترجمة الاندونيسية.

## الترجمة العربية
- خطر في البيت الأخير، دار الأجيال للنشر.
- خطر في إند هاوس، دار جرير.[6]
- بيت الأهوال، عمر عبد العزيز أمين، دار ميوزيك للطبع والنشر.[7]
- بيت الرعب، مكتبة النافذة.[8]

## روابط خارجية
- معلومات حول الرواية في الموقع الرسمي لأغاثا كريستي (باللغة الإنجليزية).
- معلومات حول حلقة مسلسل «اغاثا كريستي بوارو» المقتبسة من الرواية (باللغة الإنجليزية).
- معلومات حول الرواية في الموقع الرسمي لدار الأجيال (باللغة العربية).